# 자카르타 대성당

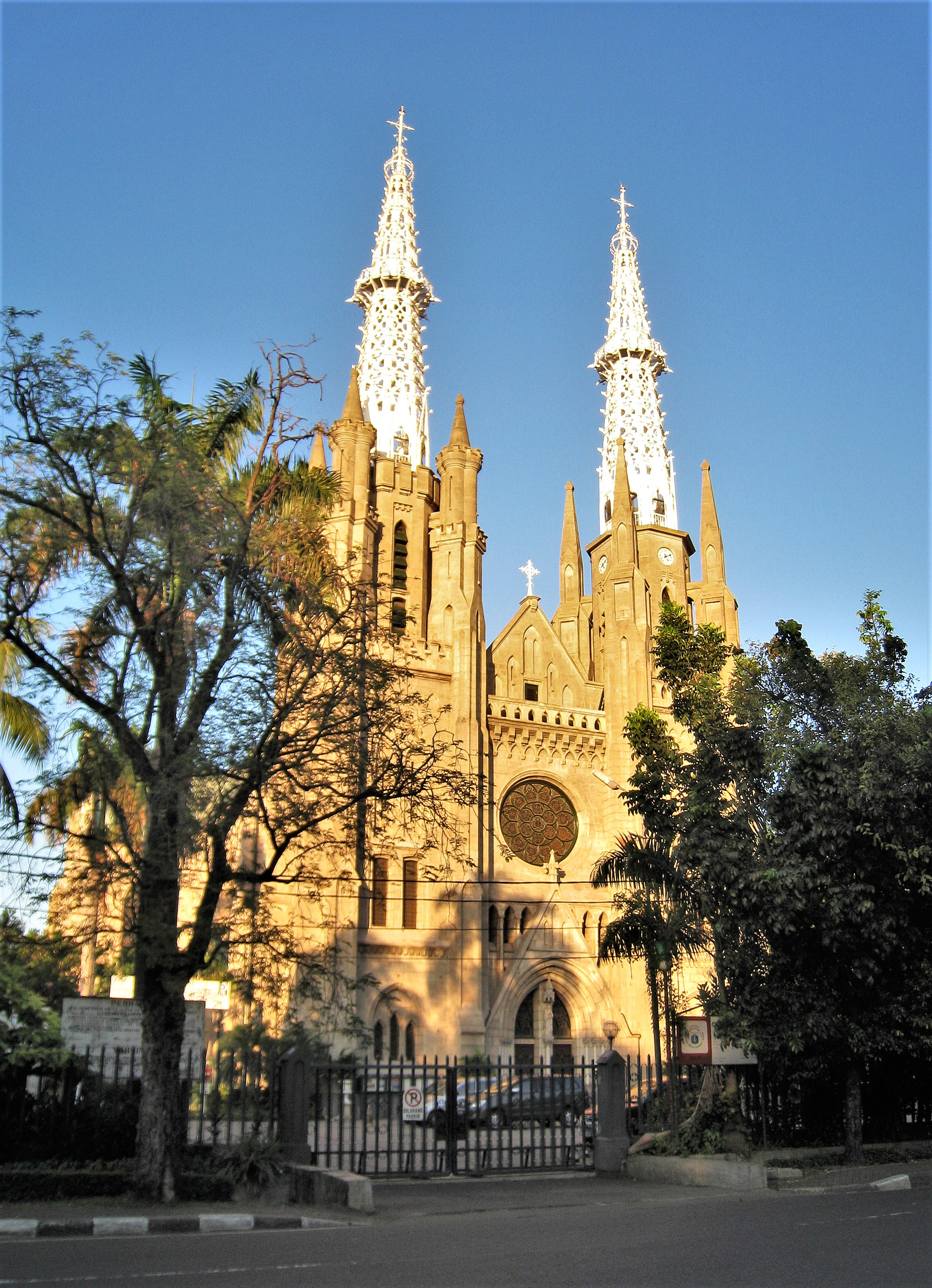
자카르타 대성당

자카르타 대성당(인도네시아어: Gereja Katedral Jakarta)은 인도네시아 자카르타에 있는 대성당이다. 현재 자카르타의 로마 가톨릭 대주교가 거주하고 있다.